# Ɩ̃̄
Cette page contient des caractères spéciaux ou non latins. S’ils s’affichent mal (▯, ?, etc.), consultez la page d’aide Unicode.
Ɩ̃̄ (minuscule : ɩ̃̄), appelé iota tilde macron, est un graphème utilisé dans l’écriture du tafi.
Il s’agit de la lettre iota diacritée d'un tilde et d’un macron.

## Utilisation
En tafi, le iota tilde macron est utilisé pour représenter une voyelle nasalisée avec un ton moyen, par exemple dans le modificateur interrogatif de quantité -shɩ̃̄ comme dans la phrase Isí tɩ́ɩ́shɩ̃̄ ányɩ́ń étẽ̂? « Combien d’arbre l’homme a-t-il coupé ».

## Représentations informatiques
Le iota tilde macron peut être représenté avec les caractères Unicode suivants (latin étendu B, Alphabet phonétique international, diacritiques),, :
| formes    | représentations | chaînes de caractères | points de code       | descriptions                                                      |
| --------- | --------------- | --------------------- | -------------------- | ----------------------------------------------------------------- |
| capitale  | Ɩ̃̄               | Ɩ◌̃ ◌̄                  | U+0196 U+0303 U+0304 | lettre majuscule latine iota diacritique tilde diacritique macron |
| minuscule | ɩ̃̄               | ɩ◌̃ ◌̄                  | U+0269 U+0303 U+0304 | lettre minuscule latine iota diacritique tilde diacritique macron |